# Stenandrium fosbergii
Stenandrium fosbergii är en akantusväxtart som först beskrevs av Emery Clarence Leonard, och fick sitt nu gällande namn av D.C. Wasshausen. Stenandrium fosbergii ingår i släktet Stenandrium och familjen akantusväxter. Inga underarter finns listade i Catalogue of Life.